# Argumentum ad feminam
Argumentum ad feminam (łac. argument do kobiety) – pozamerytoryczny seksistowski sposób argumentowania, w którym, na poparcie swojej tezy, dyskutant powołuje się na fakt, że dyskutant jest kobietą.
Przykładem takiego zabiegu jest pytanie „Czy masz teraz okres?” jako odpowiedź na argument dyskutantki. Termin używany jest najczęściej w ramach filozofii feministycznej dla podkreślenia systematycznego dyskredytowania opinii kobiet. Termin został ukuty w 1963 roku na wzór znacznie starszego argumentum ad hominem. Ad feminam to określenie używane do opisania werbalnych ataków na kobiety, spowodowanych tym, że są kobietami.
W niektórych przypadkach argument rozszerza się także na pozytywne cechy kobiece, na przykład odnoszenie się do kobiecej opiekuńczości. 